# 浄安寺 (松戸市)
浄安寺（じょうあんじ）は、千葉県松戸市にある日蓮宗の寺院。

## 歴史
1625年（慶長14年）、禅智院日感によって開山された。当地は国府台合戦の古戦場であり、その落武者が定住していたところである。
享保年間（1716年 - 1736年）の洪水で全壊したため、現在地で再建したが、文政年間（1818年 - 1830年）の火災で焼失してしまった。現在の本堂は昭和期に建築されたものである。

## 交通アクセス
- 矢切駅より徒歩10分。